# Sekcja wizowa
Sekcja wizowa – wydzielona część administracyjna ambasady lub konsulatu, zajmująca się:
- przyjmowaniem dokumentacji wizowej i sprawdzaniem jej poprawności
- wykonywaniem wiz
- wydawaniem wiz (turystycznych, biznesowych)
- wydawaniem paszportów obywatelom swojego kraju przebywającym czasowo lub stale za granicą
- wydawaniem dokumentów obywatelom swojego kraju przebywającym czasowo lub stale za granicą (np. Akty urodzin, Akty zgonu, Akty ślubu itp.).

Przykładowy skład osobowy sekcji wizowej: konsul, sekretarka, kasjerka.